# 리눅스 카운터
리눅스 카운터(Linux Counter)는 리눅스 운영 체제를 사용하는 사람과 기계의 수를 추정하려는 웹사이트였다. 1993년부터 2018년 12월까지 운영되었다. 2017년 8월 기준 리눅스 사용자 수의 마지막 추정치는 9,190만 명이었다.

## 역사
리눅스 카운터는 전 세계 리눅스 사용자의 수를 추정하기 위한 "재미"로 시작되었다. 이 프로젝트는 사용자들에게 자신을 리눅스 사용자로 등록하도록 초대했고, 등록하지 않은 리눅스 사용자의 수와 전 세계 리눅스 사용자의 총수를 추정하기 위해 다양한 통계적 발견법을 사용했다. 이 프로젝트는 처음에는 리눅스 사용자 수를 추적했지만, 나중에는 리눅스 사용자, 그들이 사용하는 기계, 사용하는 소프트웨어, 그리고 리눅스 사용자가 실제로 거주하는 세계의 어느 부분에 대한 통계로 확장되었다. 리눅스 카운터의 두 번째 목적은 리눅스 사용자들이 서로를 찾는 것을 돕는 것이었다. 리눅스 카운터는 전 세계 거의 모든 곳의 리눅스 사용자를 보고했다. 리눅스 사용자가 자신의 정보를 공개적으로 설정하면, 해당 사용자를 쉽게 찾을 수 있었다. 예를 들어, 리눅스 사용자는 자신과 가까운 곳에 거주하는 다른 리눅스 사용자를 찾을 수 있었다.
이 카운터는 리눅스 카운터 프로젝트라는 비영리 단체가 운영했다. 이 단체는 1999년 5월 1일에 설립되었으며, 1993년부터 프로젝트를 운영해 온 하랄 트베이트 알베스트란드(Harald Tveit Alvestrand)로부터 카운터 운영을 인수했다. 1999년에는 이 프로젝트가 광범위한 기술 미디어 보도를 받으면서 슬래시닷되었다. 리눅스 투데이는 마이크로소프트 오스트리아가 리눅스 사용자에게 스팸을 보내기 위해 이 사이트를 어떻게 사용했는지 보도했다. 카운터는 때때로 업데이트되는 언론 언급 목록을 유지했다.
2011년에는 크리스틴 뢰너(Christin Löhner, 당시 알렉산ㄷj Mieland)가 인계받아 코드를 완전히 다시 작성했다. 코드는 2015년 3월에 깃허브에 공개되었다.
2018년 12월 10일, 크리스틴은 자신의 개인 블로그에 시간 부족, 도움 부족, 신규 등록이나 기계 수 부족으로 인한 관심 부족으로 더 이상 프로젝트를 유지하지 않을 것이라고 발표하는 글을 올렸다.
2020년 말, 벤자민 마웰은 크리스틴 뢰너에게 연락하여 프로젝트를 되살려달라고 요청했다. 그들은 VueJS로 완전히 새로운 애플리케이션을 만들기로 합의했다. 2021년 1월 1일부터 그들은 새로운 linuxcounter/unixcounter 프로젝트에서 함께 작업했으며, 진행 상황은 깃허브에서 확인할 수 있다.